# Klam
Klam är en ort och kommun  i Österrike. Den ligger i distriktet Perg i förbundslandet Oberösterreich, 120 kilometer väster om huvudstaden Wien. 
Kommunen består av nio orter (Ortschaften) (inom parentes invånarantal 1 januari 2024):

- Achatzberg (155)
- Gauning (8)
- Klam (327)
- Letten (5)
- Linden (115)
- Niederkalmberg (45)
- Oberhörnbach (65)
- Sperken (188)
- Unterhörnbach (53)

August Strindberg bodde av och till i Klam under sin vistelse 1893–1896 hos hustrun Frida Uhl.